# Beremiany (obwód iwanofrankiwski)
Beremiany (ukr. Берем'яни) – wieś na Ukrainie, w  obwodzie iwanofrankiwskim, w rejonie kołomyjskim.